# Béla Uitz
Béla Uitz (n. 8 martie 1887, Mehala, Timiș, România – d. 26 ianuarie 1972, Budapesta, Republica Populară Ungară) a fost un pictor și grafician maghiar, unul dintre cei mai robusti și talentați artiști ai activismului maghiar. Ulterior, cumnatul său, Lajos Kassák, a avut o influență decisivă asupra carierei sale.

## Cariera

### Anii studenției
S-a nascut in satul Mehala din judetul Timiș si provenea dintr-o familie de țărani. În ciuda tendințelor sale artistice timpurii, nevoia l-a determinat să studieze o meserie, devenind astfel lăcătuș. În 1907, cu sprijinul financiar al fratelui său, se înscrie la Școala de Arte Aplicate, unde își începe studiile în pictura decorativă. György J. Feichtinger a fost fostul său profesor, de care și-a amintit cu drag din perspectiva unei jumătate de secol. A învățat tehnica frescei de la el, de ale cărui cunoștințe profesionale temeinice, Uitz, a fost mândru de-a lungul vieții. De aici, a început prietenia sa strânsă cu József Nemes-Lampérth, care mai târziu - contrar spiritului academic - a acționat ca o forță eliberatoare pentru Uitz.
Ulterior a câștigat o bursă pentru a studia artele plastice. Din 1908 a urmat Academia de Arte Frumoase, unde a studiat cu Ede Balló și Károly Ferenczy. În departamentul lui Balló îi întâlnește pe Frigyes Frank,  Jenő Krón,  Péter Szüle,  László Csáky și, din 1909, László Tatz  . În paralel cu studiile sale în arte plastice, a fost model, pentru a-și câștiga existența în facultate. Anii 1912 - 1913 nu mai era înscris la Academie. A preferat să viziteze Colonia de artă Epreskerti, unde nu doar arta lui, ci și viața sa a luat o nouă direcție. „Aici l-a cunoscut-o pe Teréz Kassák, care lucra ca model, de care s-a îndrăgostit, iar noua relație a devenit un stimulent pentru activitatea sa de creație.“  După 1912, și-a dezvoltat stilul constructiv-expresiv în urmându-l pe József Nemes- Lampérth, care crease o școală. Primul său mare succes a fost în 1914, la expoziția Asociației Tinerilor Artiști, unde statul și Nemes Marcell au cumpărat toate tablourile expuse. De asemenea, a creat și la colonia de artiști Kecskemét. Din 1915 s-a alăturat A Tett, apoi din 1916, cercului Ma. Pe lângă redactorul-șef Lajos Kassák, a participat și la editarea revistei Ma.

### Primele succese
Gravurile sale au câștigat o medalie de aur la Expoziția Internațională de la San Francisco, în 1916. Arta sa a fost influențată de Goya, pictura în frescă renascentistă, Cézanne, cubiștii și expresioniștii grupați în jurul Der Sturm, Picasso și Cei opt. În timpul Republicii Sovietice Ungare, a fost directorul atelierului proletar. Dupa caderea comunismului a fost inchis si apoi obligat sa emigreze. La Viena, a editat, în continuare, cu Kassák, revista Ma. Au fost mari dispute în cercul lui Kassák, iar Komját Aladár⁠(d) a plecat și a fondat ziarul Egység, care se află sub influența partidului comunist.

### Exilul
Din 1916, Béla Uitz a fost la apogeul puterii sale creatoare. În 1920, o expoziție a lucrărilor sale a fost organizată în incinta Freie Bewegung din Viena, iar în 1923 în Österreichisches Museum. Între 1921 și 1922, a plecat la Moscova. Întors la Viena în 1923, el a creat compoziția sa sugestivă din 14 gravuri, seria General Ludd . Între 1924 și 1926 , și-a publicat fotografiie la Paris sub pseudonimul Martel. Partidul Comunist Francez l-a apovizionat cu comenzi. A realizat grafică și afișe. Tot atunci a publicat albumul său Contre la guerre impérialiste cu o prefață de Marcel Cachin. La Paris, a avut două expoziții colective la Salonul Clarté.

### Anii în Moscova
În 1926 a călătorit la Moscova, unde în 1928 a fost organizată o expoziție a lucrărilor sale și a fost numit profesor la Academia de Arte Frumoase din Moscova. În 1930 i s-a acordat premiul „artist emerit” de către guvernul sovietic. Din 1931, a fost timp de cinci ani secretarul Biroului Internațional al Pictorilor Revoluționari. Între 1936 și 1938 a lucrat în capitala Kîrgîzstanului, Frunze. Stilul lucrărilor sale pictate în Frunze l-a influențat pe László Mészáros, care a lucrat acolo cu el.
În 1938 i s-a fabricat un proces, a fost arestat și întemnițat, dar a fost eliberat după un an și jumătate, deoarece abilitățile sale de decorare și organizatorice erau necesare. A fost însărcinat să finalizeze decorarea sălii de ședințe din Palatul Sovietelor, împreună cu un colectiv de pictură format din opt membri, însă comisionul pentru această lucrare a fost retras în scurt timp. În 1948, cu ocazia aniversarii a 800 de ani de la atestarea documentară a Moscovei, a creat un panno uriaș (42x8 m) în Piața Kropotkin, pe care a imortalizat orizontul viitoarei Moscove. Curând, la Expoziția realizărilor economiei populare din Uniunea Sovietică, a creat, împreună cu colectivul său, două fresce, dintre care una a decorat fațada pavilionului rus (acum Energie atomică), iar cealaltă a pavilionului bielorus.

### Ultimii ani
Uitz a avut multe expoziții internaționale. În 1968, Galeria Națională a Ungariei a organizat o mare expoziție cu lucrările sale. Uitz sa întors definitiv acasă, la Budapesta, în 1970. Lucrările sale pot fi găsite în Galeria Națională a Ungariei, muzeele rurale maghiare, Albertina din Viena, galeria Palatului Pitti din Florența, câteva muzee din Moscova și Ermitajul din Sankt Petersburg .

## Lucrări

### Picturi (selecție)
- Portretul unei femei (1916)
- Soldați (1916) (ulei, carton, 36x49 cm) ( Muzeul Sándor Nógrádi, Salgótarján )
- Copaci (1916) (ulei, pânză, 85X68,5 cm) (GNU)
- Culegători de mere (1916) (ulei, pânză, 98 x 70 cm) (GNU)
- Canotaj (1916) (ulei pe pânză, 70 x 90 cm) (MNG)
- Mama cu copil (1918) (ulei pe pânză, 97 x 70 cm) (JPM, Pécs )
- Femeie așezată (1918) (ulei, carton, 87 x 69 cm) (JPM, Pécs)
- Portretul lui Iván Hevesy (1918 - 1919) (ulei pe pânză, 86 x 69) cm) (JPM, Pécs)
- Femeie întinsă (1919) (ulei pe pânză, 73 x 100 cm) (GNU)
- Analiza icoanelor (1922) (ulei pe pânză, 156 x 142 cm) (GNU)

### Acuarele (selecție)
- Mama și copil (1918) (cerneală, acuarelă, 701 x 651 mm) (GNU)
- Femeie așezată în vedere laterală (1918) (cerneală colorată, hârtie, 710 x 630 mm) (Muzeul Savaria, Szombathely)
- Model așezat într-un fotoliu (1918 (cerneală, acuarelă, pensulă, hârtie, 760 x 620) mm) (deținută privată)
- Fabrica (1919) (cerneală colorată, hârtie, 440 x 540 mm) (JPM)
- Pescarii (desen de frescă) (1919) (cerneală, acuarelă, pensulă, hârtie, 600 x 910) mm) (deținută privat, mai târziu GNU? )
- Soldații roșii înaintează!
- Compoziție abstractă (Peisaj montan) (1920) (tempera, vopsea pudră de aur, hârtie de împachetat, 450 x 630 mm) (Muzeul Pușkin, Moscova)
- Curtea Moscovei, cu un copac cu o coroană sferică în centru (versiunea I) (1921) (acuarelă, hârtie, 455 x 600) mm) (GNU)
- Curtea Moscovei, cu un copac cu o coroană sferică în centru (versiunea II) (1921) (acuarelă, hârtie, 455 x 600) mm) (GNU)
- Curtea hotelului din Moscova într-o versiune abstractă (1921) (acuarelă, hârtie, 630 x 460) mm) (GNU)
- Catedrala Vasili Blazenny din Moscova (1921) (acuarelă, tempera, hârtie, 600 x 455) mm) (GNU)
- Moscova (fără an) (media mixtă, hârtie, 58 x 44 cm) (deținută privat)

### Grafică (selecție)

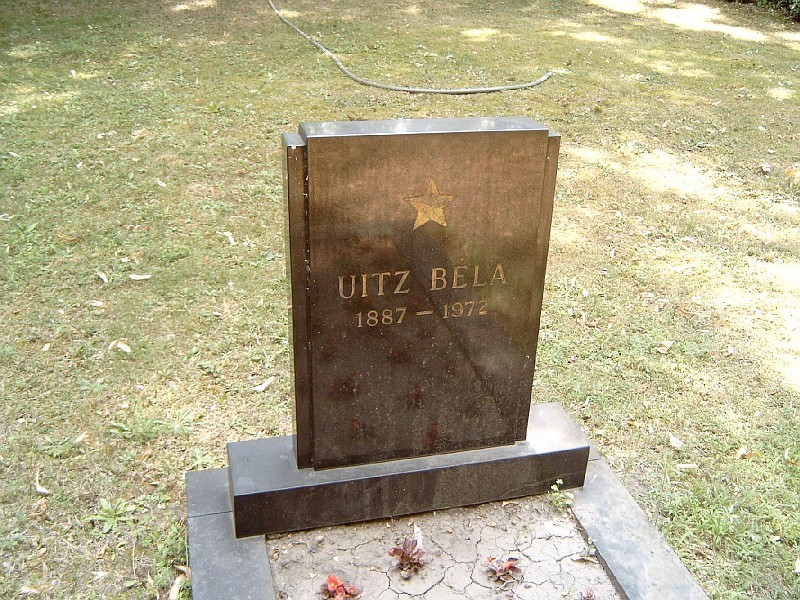
Mormântul lui Béla Uitz din Budapesta. Cimitirul Kerepes : 34/2-1-20.

- Autoportret (1914) (cărbune, hârtie) (pierdut, latent)
- Nud feminin stând cu spatele (1915 - 16) (punct rece, 250 x 205 mm) (deținută privat)
- Bathers (1916) (punct rece, 230 x 350 mm) (GNU)
- Lament (1916) (punct rece, 190 x 287 mm) (GNU)
- Peisaj deluros (1916) (cerneală spălată, pensulă, hârtie, 300 x 472) mm) (GNU)
- Luptă la baionetă (1917) (cerneală, hârtie, 440 x 310 mm) (JPM)
- Rezidenți refugiați (1917) (cerneală, hârtie, 310 x 405 mm) (GNU)
- Bărbat citind (1918) (cerneală, pensulă, hârtie, 530 x 370 mm) (Muzeul Savaria, Szombathely)
- Parc cu copaci (1918) (cerneală, pensulă, hârtie, 383 x 298 mm) (Muzeul Sándor Nógrádi, Salgótarján)
- Soldații roșii, înainte (afiș) (1919) (GNU)
- Versuche (album cu 8 coli) (1920)
- Două capete în spațiu 1920 (cerneală, desen pe pix, hârtie, 536 x 450) mm) (GNU)
- Seria de analize (inclusiv Viena, orizontul Moscovei) (1922) (Scottish National Gallery) [12]
- General Ludd (=Machine Destroyer) (Din istoria mișcării engleze Machine Destroyer Movement) (Etching Series) (1923), (GNU)
- Portretul lui Sallai (1932) (Leningrad, Schitul) [13]

*GNU = Galeria Națională a Ungariei

### Scrieri (selecție)
- Tineri la două expoziții . (Expoziție de iarnă, Salon Național ) The Act, anul I. nr. 4
- Rodin . Astăzi, III. an Nr. 2 , 1918 .